# Nebaliella brevicarinata
Nebaliella brevicarinata is een kreeftachtigensoort uit de familie van de Nebaliidae. De wetenschappelijke naam van de soort is voor het eerst geldig gepubliceerd in 1992 door Kikuchi & Gamô.